# Geylang Bahru (stacja metra)
Geylang Bahru – podziemna stacja Mass Rapid Transit (MRT) w Singapurze, która jest częścią Downtown Line. Została otwarta 21 października 2017. Stacja znajduje się w Kallang, pod skrzyżowaniem Kallang Bahru z Geylang Bahru.